# Paul Oswald Ahnert
Paul Oswald Ahnert (22 novembre 1897 – 27 février 1989) est un astronome allemand. Il devient connu en Allemagne en publiant "Kalender für Sternenfreunde" de 1948 à 1988, un calendrier annuel d'événements astronomiques.
À l'observatoire de Sonneberg, il rencontre l'astronome Eva Ahnert-Rohlfs qu'il épouse en 1952.
L'astéroïde (3181) Ahnert est nommé en son honneur.